# معمر بالطيب
معمر بالطيب (بخط التيفيناغ: ⵎⴰⴰⵎⴰⵔ ⴱⴻⵜⵜⴰⵢⴻⴱ) هو عالم كهرباء جزائري ينحدر من بلدية بني عمران بولاية بومرداس، وهو من مواليد 7 جوان 1953م.

## النشأة في الجزائر
تلقى معمر بالطيب تعليمه الابتدائي والمتوسط والثانوي في مدينة بني عمران ضمن ولاية بومرداس في الجزائر إلى غاية سنة 1968م.
ونال تعليما راقيا في مدارس منطقة عرش آيث عيشة التي ينحدر منها في بلدية بني عمران .
ثم انتقل بعد نيله شهادة البكالوريا في عام 1971م من بلدية بني عمران إلى الولايات المتحدة الأمريكية لمتابعة دراسته الجامعية في الإلكترونيك.

## الانتقال إلى أمريكا

### الدراسات العليا
انتقل معمر بالطيب خلال عام 1971م إلى الولايات المتحدة الأمريكية لمتابعة دراساته العليا في الهندسة الكهربائية ضمن جامعة كاليفورنيا الجنوبية.
فتحصل خلال شهر يونيو 1976م على شهادة بكالوريوس العلوم مع نيله تقدير طالب مرتبة الشرف.
وتحصل خلال شهر يناير 1978م على شهادة ماجستير العلوم من نفس الجامعة مع نيله تقديرا دراسيا كاملا قدره 4.0\4.0.
ثم واصل دراسته إلى غاية الحصول على شهادة الدكتوراه في الهندسة الكهربائية خلال شهر أوت 1981م من نفس الجامعة مع نيله تقديرا دراسيا كاملا قدره 4.0\4.0.

### التربص البحثي
شغل معمر بالطيب منصب معيد وقارئ أكاديمي [الإنجليزية] في كلية الهندسة الكهربائية ضمن جامعة كاليفورنيا الجنوبية ابتداء من شهر سبتمبر 1977م إلى غاية شهر يونيو 1981م.

### النشاط الصناعي
شغل معمر بالطيب منصب مهندس باحث مع شركة شل للنفط في مركز بحث بيلار ضمن مخبر تطوير شل [الإنجليزية] في هيوستن بتكساس ابتداء من شهر سبتمبر 1981م إلى غاية شهر ماي 1982م.

## العودة إلى الجزائر
عاد «معمر بالطيب» خلال عام 1982م إلى الجزائر ليلتحق بهيئة المحافظة السامية للبحث العلمي بالإضافة إلى نشاطات علمية أخرى.

### المحافظة السامية للبحث العلمي
شغل معمر بالطيب منصب رئيس قسم بحث [الإنجليزية] في الأجهزة والتحكم ضمن المحافظة السامية للبحث العلمي ابتداء من شهر أكتوبر 1982م إلى غاية شهر أوت 1988م.
كما ساهم في نشاطات التدريس كمحاضر ضمن مرحلة التدرج ضمن هذه المحافظة.

### سوناطراك
شغل معمر بالطيب منصب مستشار في سوناطراك ابتداء من شهر جويلية 1982م إلى غاية شهر أكتوبر 1982م.
وتمثلت مهامه في تصميم الأجهزة وتطوير هندسة التحكم في مصانع البتروكيمياويات وتكرير النفط.

### معهد الاتصالات اللاسلكية
شغل معمر بالطيب منصب محاضر في المعهد الوطني للاتصالات اللاسلكية [الفرنسية] ابتداء من شهر سبتمبر 1982م إلى غاية شهر يونيو 1983م.

### المفاعل النووي نور
شغل معمر بالطيب منصب خبير تقني ضمن مشروع المفاعل النووي نور ابتداء من شهر أكتوبر 1986م إلى غاية شهر مارس 1987م.
فانتقل إلى دولة الأرجنتين للتنسيق مع اللجنة الوطنية للطاقة النووية من أجل تصميم الأجهزة وتطوير هندسة التحكم الخاصتين بهذا المفاعل الذي تبلغ قوته واحد ميجاوات، ويعمل بالماء الخفيف، وهو مفاعل أبحاث مخصص لاستخدام اليورانيوم المخصب.

### الشركات الصناعية الجزائرية
شغل معمر بالطيب منصب مستشار تقني لفائدة العديد من الشركات الصناعية الجزائرية ابتداء من شهر سبتمبر 1984م إلى غاية شهر أوت 1988م.

## الانتقال إلى المملكة العربية السعودية
انتقل «معمر بالطيب» خلال عام 1988م إلى المملكة العربية السعودية ليلتحق بجامعة الملك فهد للبترول والمعادن في الظهران بالإضافة إلى نشاطات علمية أخرى.

### جامعة الملك فهد للبترول والمعادن
شغل معمر بالطيب منصب بروفيسور مساعد في كلية الهندسة الكهربائية ضمن جامعة الملك فهد للبترول والمعادن ابتداء من شهر سبتمبر 1988م إلى غاية شهر جويلية 1991م.
ثم شغل منصب بروفيسور مشارك في نفس الكلية ابتداء من شهر أوت 1991م إلى غاية شهر نوفمبر 1998م.
ثم شغل منصب بروفيسور في نفس الكلية ابتداء من شهر ديسمبر 1998م إلى غاية شهر جويلية 2000م.

## الانتقال إلى الإمارات العربية المتحدة
انتقل «معمر بالطيب» خلال عام 2000م إلى الإمارات العربية المتحدة ليلتحق بجامعة الشارقة في الشارقة بالإضافة إلى نشاطات علمية أخرى.

### جامعة الشارقة
شغل معمر بالطيب منصب رئيس وبروفيسور في قسم بحث [الإنجليزية] الهندسة الكهربائية ضمن كلية علوم الهندسة في جامعة الشارقة ابتداء من شهر أوت 2000م إلى غاية شهر سبتمبر 2002م.
وشغل البروفيسور منصب العميد ضمن كلية علوم الهندسة في جامعة الشارقة خلال فصل صيف 2002م.
ثم شغل منصب مدير مركز الأبحاث والدراسات في جامعة الشارقة ابتداء من شهر سبتمبر 2005م إلى غاية شهر سبتمبر 2006م.
كما شغل منصب مستشار مع عميد الجامعة في شؤون دراسات التدرج والبحث العلمي في جامعة الشارقة ابتداء من شهر سبتمبر 2004م إلى غاية شهر سبتمبر 2006م.
وشغل منصب العميد ضمن كلية علوم الهندسة في جامعة الشارقة خلال فصل صيف 2006م.
وشغل منصب العميد ضمن كلية علوم الهندسة في جامعة الشارقة خلال فصل صيف 2007م.
ويشتغل حاليا في منصب بروفيسور في كلية علوم الهندسة ضمن جامعة الشارقة ابتداء من شهر سبتمبر 2002م إلى غاية شهر ديسمبر 2017م.

## مرتبة بروفيسور متميز
يشتغل «معمر بالطيب» حاليا في منصب بروفيسور متميز في جامعة الملك عبد العزيز ابتداء من شهر مارس 2012م إلى غاية شهر ديسمبر 2017م.

## ببليوجرافيا
- Marion Camarasa-Bellaube، Aurélien Yannic (2010). La Méditerranée sur les rives du Saint-Laurent: une histoire des Algériens au Canada [البحر الأبيض المتوسط على ضفاف نهر سانت لورانس: قصة جزائريين في كندا] (بالفرنسية). باريس: Editions Publibook. p. 224. ISBN:9782748380422. {{استشهاد بكتاب}}: تحقق من التاريخ في: |سنة= (help)صيانة الاستشهاد: لغة غير مدعومة (link)[18]

- Dissertation Abstracts International: The sciences and engineering [ملخصات الأطروحات العالمية: العلوم والهندسة] (بالإنكليزية). University Microfilms. 2003. {{استشهاد بكتاب}}: تحقق من التاريخ في: |سنة= (help)صيانة الاستشهاد: لغة غير مدعومة (link)[19]

- Martin Ratcliffe (2007). State of the Universe 2007: New Images, Discoveries, and Events [حالة الكون في 2007: صور جديدة، اكتشافات، وأحداث] (بالإنكليزية). برلين: Springer Science & Business Media. p. 193. ISBN:9780387688176. {{استشهاد بكتاب}}: تحقق من التاريخ في: |سنة= (help)صيانة الاستشهاد: لغة غير مدعومة (link)[20]

### مواضيع ذات صلة
- قائمة أعلام الجزائريين
- المدرسة الوطنية متعددة التقنيات بالجزائر
- معهد مهندسي الكهرباء والإلكترونيات
- جامعة كاليفورنيا الجنوبية
- شركة شل للنفط
- سوناطراك
- جامعة الملك فهد للبترول والمعادن
- جامعة الشارقة
- محمد دريش (أكاديمي)
- ولاية بومرداس
- بلدية بني عمران

### فيديوهات
- درس البروفيسور معمر بالطيب في جامعة بجاية خلال 2017م على يوتيوب
- حوار حول درس البروفيسور معمر بالطيب في جامعة بجاية خلال 2017م على يوتيوب
- كلمة البروفيسور معمر بالطيب من جامعة الشارقة في معرض الشارقة الدولي للكتاب 2016م على يوتيوب
- كلمة البروفيسور معمر بالطيب حول خلوة البحث العلمي 2017م على يوتيوب
- حضور البروفيسور معمر بالطيب في معرض التدريب العملي 2017م على يوتيوب